# Selby (dystrykt)
Selby – dawny dystrykt niemetropolitalny w hrabstwie North Yorkshire w Anglii. Utworzony 1 kwietnia 1974, zlikwidowany 1 kwietnia 2023; włączony do nowo utworzonej jednostki typu unitary authority North Yorkshire.

## Miasta
- Selby
- Sherburn in Elmet
- Tadcaster

## Inne miejscowości
Acaster Selby, Appleton Roebuck, Balne, Barkston Ash, Barlby, Barlow, Beal, Biggin, Bilbrough, Birkin, Bolton Percy, Brayton, Brotherton, Burn, Burton Salmon, Byram cum Sutton, Camblesforth, Carlton, Catterton, Cawood, Church Fenton, Cliffe, Cridling Stubbs, Drax, Eggborough, Escrick, Fairburn, Great Heck, Hambleton, Hemingbrough, Hensall, Hillam, Kellington, Kirk Smeaton, Kirkby Wharfe, Little Smeaton, Monk Fryston, Newthorpe, Newton Kyme, North Duffield, Osgodby, Riccall, Ryther cum Ossendyke, Skipwith, South Milford, Stapleton, Stillingfleet, Stutton, Thorganby, Thorpe Willoughby, Towton, Ulleskelf, Walden Stubbs, Whitley, Wistow, Womersley.